# سیارک ۱۳۸۰۱
سیارک ۱۳۸۰۱ (به انگلیسی: 13801 Kohlhase، نامگذاری:1998VP44) سیزده هزار و هشتصد و یکمین سیارک کشف شده‌است که در ۱۱ نوامبر ۱۹۹۸ کشف شد.
قدر مطلق سیارک برابر ۲۵.۷ است.